# .ec
.ec je národní doména nejvyššího řádu pro Ekvádor. Doménu spravuje EcuaNet.
Doménová jména se registrují na druhé úrovni nebo na třetí úrovni pod těmito jmény druhé úrovně:
- .com.ec – obchodní subjekty
- .info.ec – obecné informace
- .net.ec – poskytovatelé internetových služeb
- .fin.ec – finanční instituce a služby
- .med.ec – zdravotnické subjekty
- .pro.ec – podnikající profesionálové (právníci, architekti, účetní atd.)
- .org.ec – neziskové organizace
- .edu.ec – vzdělávací instituce
- .gov.ec – organizace ekvádorské vlády
- .mil.ec – ekvádorská armáda